# Гребля на байдарках и каноэ на летних Олимпийских играх 1980

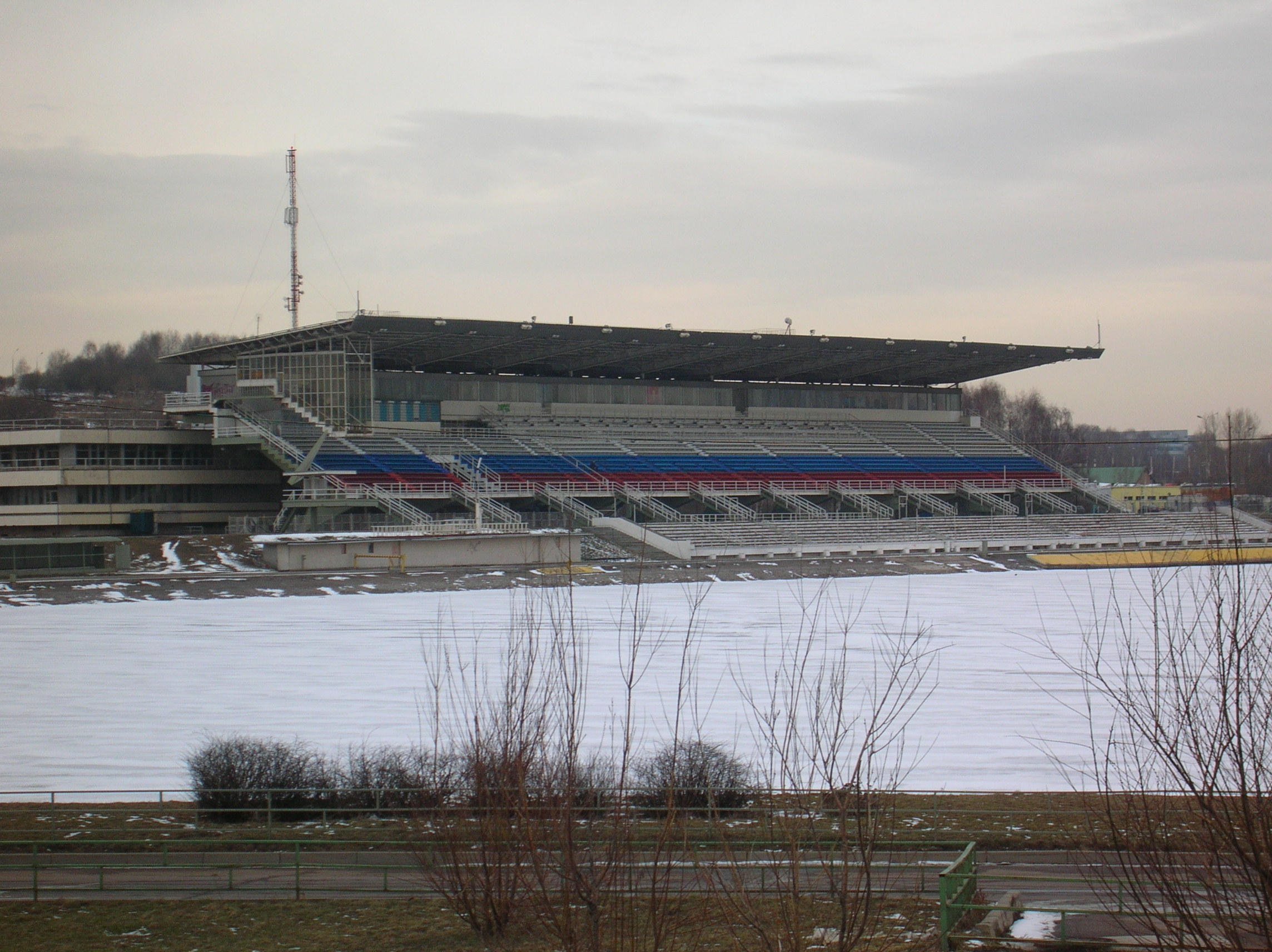
Вид на трибуны на гребном канале в Крылатском (фото марта 2008 года)

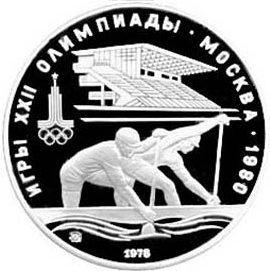
Гребля и гребной канал на серебряной монете СССР номиналом 10 рублей, выпущенной к Олимпиаде-80

Соревнования по гребле на байдарках и каноэ на летних Олимпийских играх 1980 года в Москве проходили с 30 июля по 2 августа на гребном канале в Крылатском.
180 спортсменов (148 мужчин и 32 женщины) из 23 стран разыграли 11 комплектов наград (9 у мужчин и 2 у женщин). Программа соревнований по сравнению с предыдущей Олимпиадой в Монреале изменений не претерпела.
Успешнее всего выступили советские и восточногерманские гребцы: они выиграли по 8 медалей, в т. ч. по 4 золота.
Три золотые медали завоевал в Москве 21-летний советский байдарочник Владимир Парфенович, выигравший заезд одиночек на 500 метров, также обе дистанции среди двоек вместе с Сергеем Чухраем. Три медали выиграл Рюдигер Хельм из ГДР — 2 золота и 1 бронзу.

## Общий медальный зачёт

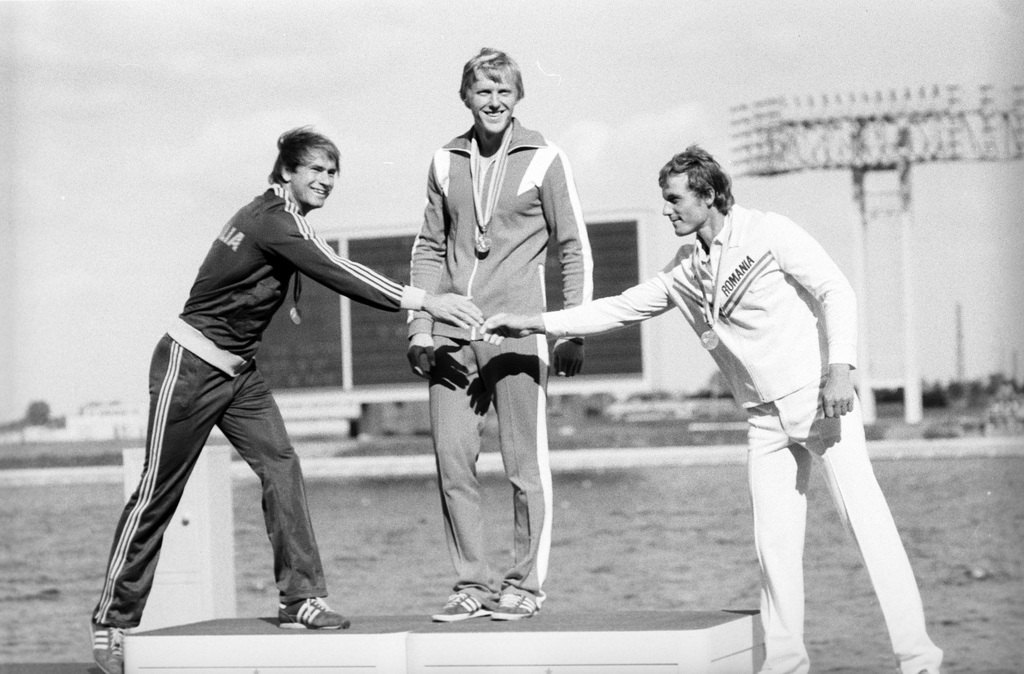
Церемония награждения, 500 метров, байдарки-одиночки. Слева направо: Джон Сумеджи (Австралия), Владимир Парфенович (СССР), Василе Дыба (Румыния). Фото РИА Новости

(Жирным выделено самое большое количество медалей в своей категории; принимающая страна также выделена)
| Общее количество медалей | Общее количество медалей | Общее количество медалей | Общее количество медалей | Общее количество медалей | Общее количество медалей |
| Место                    | Страна                   | Золото                   | Серебро                  | Бронза                   | Всего                    |
| ------------------------ | ------------------------ | ------------------------ | ------------------------ | ------------------------ | ------------------------ |
| 1                        | СССР                     | 4                        | 2                        | 2                        | 8                        |
| 2                        | ГДР                      | 4                        | 1                        | 3                        | 8                        |
| 3                        | Болгария                 | 1                        | 2                        | 2                        | 5                        |
| 3                        | Румыния                  | 1                        | 2                        | 2                        | 5                        |
| 5                        | Венгрия                  | 1                        | 1                        | 1                        | 3                        |
| 6                        | Испания                  | 0                        | 1                        | 1                        | 2                        |
| 7                        | Австралия                | 0                        | 1                        | 0                        | 1                        |
| 7                        | Франция                  | 0                        | 1                        | 0                        | 1                        |

## Медалисты

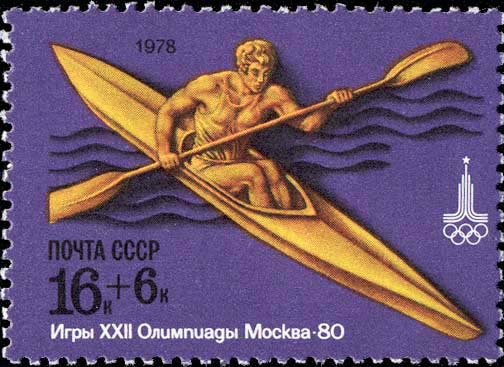
Почтовая марка СССР

### Мужчины

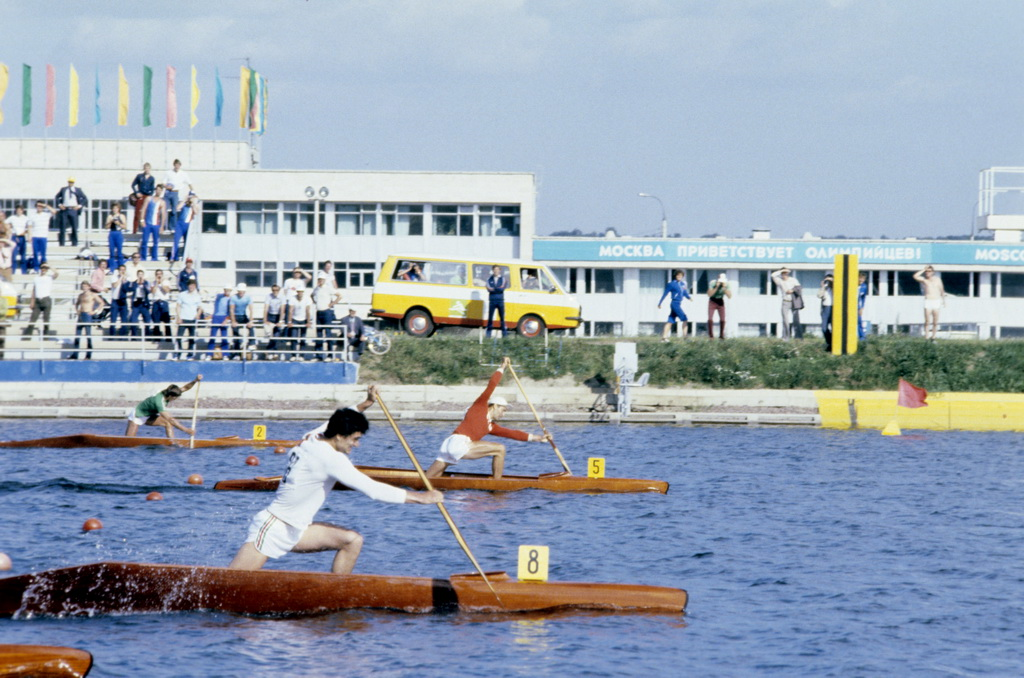
Сергей Пострехин (№ 5) на финише заезда каноэ-одиночек на 500 метров

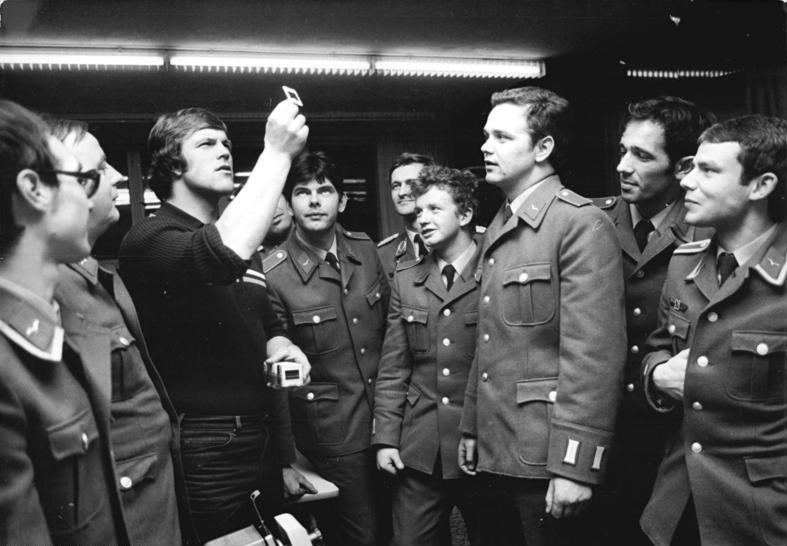
Рюдигер Хельм (с поднятой рукой) стал в Москве двукратным олимпийским чемпионом (фото февраля 1980 года)

| Дисциплина                 | Золото                                                              | Серебро                                                          | Бронза                                                                      |
| Каноэ-одиночки — 500 м     | Сергей Пострехин СССР                                               | Любомир Любенов Болгария                                         | Олаф Хойкродт ГДР                                                           |
| Каноэ-одиночки — 1000 м    | Любомир Любенов Болгария                                            | Сергей Пострехин СССР                                            | Экхард Лойе ГДР                                                             |
| Каноэ-двойки — 500 м       | Венгрия · Ласло Фольтан · Иштван Вашкути                            | Румыния · Иван Пацайкин · Петре Капуста                          | Болгария · Борислав Ананиев · Николай Илков                                 |
| Каноэ-двойки — 1000 м      | Румыния · Иван Пацайкин · Тома Симьонов                             | ГДР · Олаф Хойкродт · Уве Мадея                                  | СССР · Василий Юрченко · Юрий Лобанов                                       |
| Байдарки-одиночки — 500 м  | Владимир Парфенович СССР                                            | Джон Сумеджи Австралия                                           | Василе Дыба Румыния                                                         |
| Байдарки-одиночки — 1000 м | Рюдигер Хельм ГДР                                                   | Ален Леба Франция                                                | Йон Бырлэдяну Румыния                                                       |
| Байдарки-двойки — 500 м    | СССР · Владимир Парфенович · Сергей Чухрай                          | Испания · Эрминио Менендес · Гильермо дель Риего                 | ГДР · Рюдигер Хельм · Бернд Ольбрихт                                        |
| Байдарки-двойки — 1000 м   | СССР · Владимир Парфенович · Сергей Чухрай                          | Венгрия · Иштван Сабо · Иштван Йоош                              | Испания · Луис Грегорио Рамос · Эрминио Менендес                            |
| Байдарки-четвёрки — 1000 м | ГДР · Рюдигер Хельм · Бернд Ольбрихт · Харальд Марг · Бернд Дювиньо | Румыния · Михай Зафиу · Василе Дыба · Йон Джантэ · Никушор Ешану | Болгария · Борислав Борисов · Божидар Миленков · Лазар Христов · Иван Манев |

### Женщины

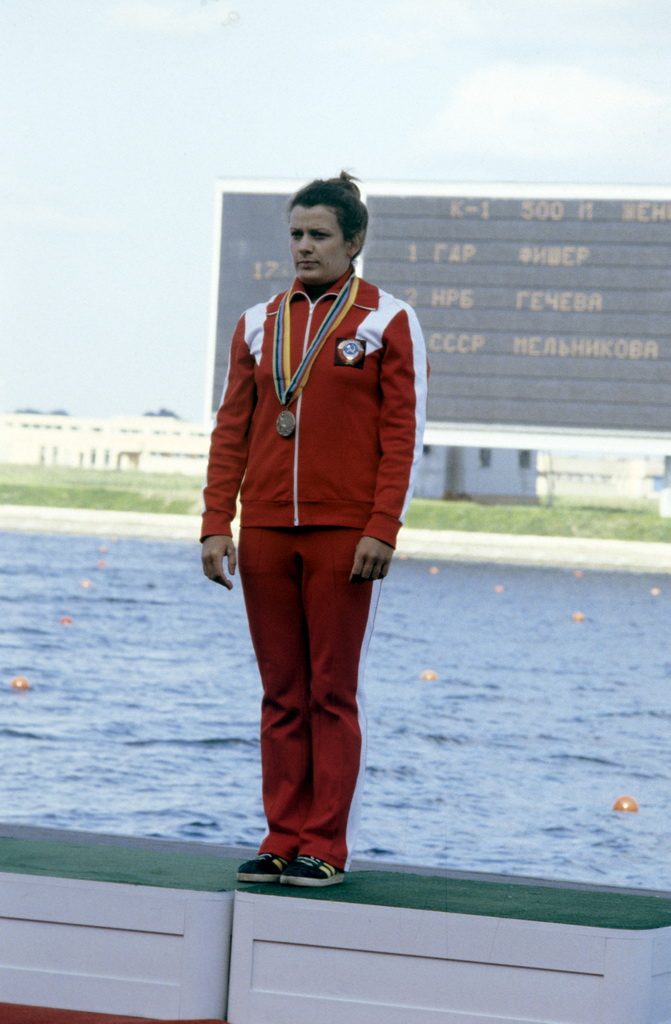
Антонина Мельникова — обладательница бронзы в одиночках

| Дисциплина                | Золото                              | Серебро                                  | Бронза                               |
| Байдарки-одиночки — 500 м | Биргит Фишер ГДР                    | Ваня Гешева Болгария                     | Антонина Мельникова СССР             |
| Байдарки-двойки — 500 м   | ГДР · Карста Генойс · Мартина Бишоф | СССР · Галина Алексеева · Нина Трофимова | Венгрия · Эва Ракус · Мария Закариаш |

## Технический комитет и судьи
Президент ICF —  Шарль Кодрон де Кокреомон
Генеральный секретарь ICF —  Серджо Орси
Технический делегат ICF —  Николае Навасарт
Директор соревнований —  Николай Рынашко
Жюри:
- Ларс-Андерс Беннбек
- Отто Бонн[венг.]
- Йоахим Вайскопф[нем.]
- Часлав Велхич
- Виктор Лукатин
- Пабло Сток

Судьи:
- Владимир Бейтлер
- Эккарт Бёнерт
- Никола Велев
- Иосефум Йохан Вервиллеген
- Эркки Йоханнес Войвалин
- Тончо Георгиев
- Георгий Гришин
- Анна Гудкова
- Джон Уэбстер Даддридж[англ.]
- Жан-Клод Детизе
- Эрнст Дрекслер
- Жян Замфир
- Георгий Краснопевцев
- Анатолий Кузьмин
- Йохен Ленц[нем.]
- Владимир Обидин
- Йожеф Пехль[англ.]
- Ханс Пихан
- Борис Поляков
- Йин Прохазка
- Макс Рауб
- Зигмас Раудонис
- Константин Ревия
- Миколас Рудзинскас[лит.]
- Николай Рынашко
- Эдвард Середницкий[пол.]
- Владимир Силаев
- Александр Слесарев
- Джорджо Тальявини
- Отто Томук
- Фрэнк Уайтбрук
- Алонсо Хасинто Регейра
- Уве Шмидт
- Рональд Уолтер Эмес
- Николай Эмухвари